# Petter Hol
Petter Hol (Oslo, 19 de março de 1883 — Canadá, 22 de junho de 1981) foi um ginasta norueguês que competiu em provas de ginástica artística.
Hol é o detentor de três medalhas olímpicas, conquistadas em diferentes edições. Na primeira, os Jogos de Londres, em 1908, competiu como ginasta na prova coletiva. Ao lado de outros 29 companheiros, conquistou a medalha de prata, após superar a nação da Finlândia e encerrar atrás da seleção sueca. Quatro anos mais tarde, na prova por equipes do sistema sueco, foi o terceiro colocado, em disputa vencida pela Suécia. Sem os Jogos de 1916, interrompidos pela Primeira Guerra Mundial, voltou às disputas em 1920, nos Jogos da Antuérpia. Neles, conquistou sua segunda medalha de prata olímpica, ao encerrar atrás dos dinamarqueses no evento coletivo livre. Anterior a suas participações em Olimpíadas, saiu-se vencedor dos Jogos Intercalados, também na prova por equipes.